# Drhovle
Drhovle (en allemand : Dürhowel) est une commune du district de Písek, dans la région de Bohême-du-Sud, en République tchèque. Sa population s'élevait à 570 habitants en 2020.

## Géographie
Drhovle se trouve à 10 km au nord-ouest de Písek, à 52 km au nord-ouest de Ceské Budejovice et à 88 km au sud-ouest de Prague.
La commune est limitée par Sedlice et Předotice au nord, par Čížová au nord-est, par Dobev et Přešťovice au sud, et par Osek et Velká Turná à l'ouest.

## Histoire
La première mention écrite de la localité date de 1323.